# Mehmet Cavit Bey
 (novembre 2018).
Si vous disposez d'ouvrages ou d'articles de référence ou si vous connaissez des sites web de qualité traitant du thème abordé ici, merci de compléter l'article en donnant les références utiles à sa vérifiabilité et en les liant à la section « Notes et références ».
Mehmet Cavit Bey, Mehmed Cavid Bey ou Mehmed Djavid Bey (1875-1926) est une personnalité politique turque, ottoman sabbatéen ou dönme, c'est-à-dire descendant de Juifs séfarades convertis à l'islam, économiste et ministre des Finances de l'Empire Ottoman, rédacteur en chef et homme politique de premier plan pendant la période de déclin et chute de l'Empire ottoman. Membre du Comité de l'Union et du progrès (CUP), il faisait partie des Jeunes-Turcs et occupa des postes au gouvernement après le rétablissement de la Constitution.

## Biographie
Mehmet Djavid ou Cavit bey descend de Baruchya Russo (1677-1720), successeur de Sabbataï Tsevi.
Il fut membre de la franc-maçonnerie. Il a été initié dans la loge Makedonya dirildi ou Macedonia risorta d'Istanbul sous juridiction du Grand Orient d'Italie pour devenir par la suite, de 1916 à 1918, Grand Maître de la Grande Loge de Turquie.
Dans les années 1920, alors que Mustafa Kemal Pacha cumulait de plus en plus tous les pouvoirs, une partie des républicains dont Mehmet Nâzım commencèrent à prendre leurs distances avec lui, et Atatürk répliqua en les accusant de « trahison ». En 1926, Mehmet Nâzım, Mehmet Cavit et plusieurs autres furent exécutés par pendaison pour leur participation présumée à une tentative d'assassinat contre Atatürk.

### Premières années et carrière
Comme Kemal, Cavit est né à Salonique (Selanik en turc) dans la communauté Dönme de la ville. Son père Naïm Djavid était commerçant ; il a épousé sa cousine Pakizé, mère de Mehmet Cavit.
Cavit a fait ses études en économie à Constantinople. Après avoir obtenu son diplôme, il a travaillé comme employé de banque puis comme enseignant.
Plus tard, il devient économiste et éditeur de journal. De retour à Salonique, Cavit Bey rejoint le Comité de l’Union et du Progrès (CUP). Après la proclamation de la deuxième constitution en 1908, il est élu député de Salonique et notable au Parlement de Constantinople. Après l'incident du 31 mars (une rébellion des conservateurs réactionnaires) en 1909, Cavit Bey a été nommé ministre des Finances au sein du cabinet du grand vizir Ahmed Toufik Pacha.
Après l'échec des attaques de la flotte ottomane sur les ports russes de la mer Noire en 1914, Cavit démissionna mais resta une figure influente dans les relations de l'empire avec l'Allemagne jusqu'à son retour à son poste en février 1917. Jusqu'à l'armistice de Moudros en 1918 à l'issue de la Première Guerre mondiale, Cavit Bey joua un rôle important dans le CUP et représenta l'Empire ottoman dans les négociations financières d'après-guerre à Londres et à Berlin.

### Période républicaine
En 1921, Mehmet Cavit Bey se marie avec Aliye Nazlı, épouse divorcée d'un prince. En 1924 naît leur fils Osman Oşiar. À la suite de l'exécution de Cavit Bey, il fut élevé par un ami proche de son père, Hüseyin Cahit Yalçın. Osman Oşiar prit le nom de famille Yalçın, grâce à la loi sur les noms de famille en 1934.
Au début de l'ère républicaine, Mehmet Cavit Bey a été inculpé d'implication dans la tentative d'assassinat à Izmir contre Mustafa Kemal Atatürk. Après une vaste enquête gouvernementale, Cavit Bey a été reconnu coupable puis exécuté par pendaison le 26 août 1926 à Ankara. Treize autres personnes, parmi lesquelles Ahmed Cükrü et Ismail Canbulat, membres du CUP, ont été jugées coupables de « trahison » et pendues.
Les lettres que Cavit Bey a écrites à son épouse Aliye Nazlı pendant son emprisonnement n'ont été remises à cette dernière qu'après l'exécution. Elle fit publier ces lettres plus tard dans un livre intitulé Zindandan Mektuplar (« Lettres du donjon »). En 1950, les restes de Cavit Bey ont été transférés au cimetière Cebeci Asri à Ankara.